# Victoria II
Victoria II är ett strategidatorspel producerat av Paradox Interactive och släppt år 2010, som uppföljare till Victoria. Spelet utspelar sig under industriella revolutionen, och ligger på så sätt mellan Europa Universalis III (tidigmodern tid) och Hearts of Iron III (andra världskriget).

## Victoria 3
Den 21 maj 2021 laddade Paradox Interactive upp den officiella trailern för Victoria 3 på deras Youtube-kanal.